# Liuti a giogo

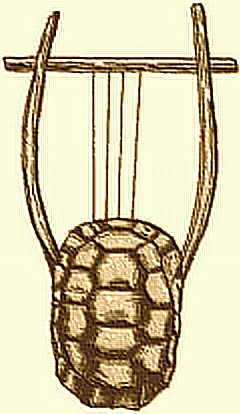
Lira con corna e tartaruga.

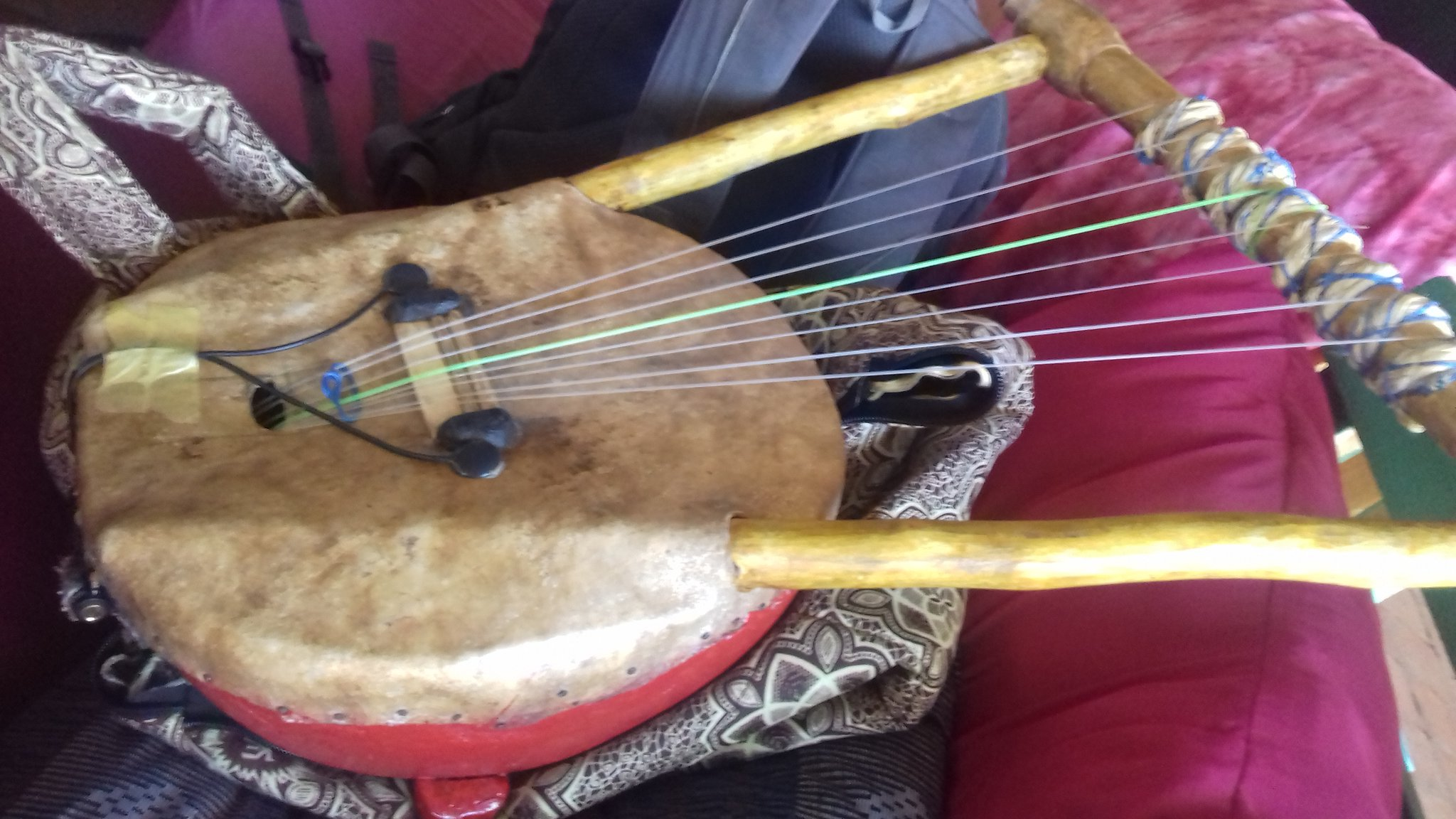
Un niatiti.

I liuti a giogo (in inglese yoke lutes), chiamati più comunemente lire, sono una sottofamiglia dei liuti, indicata con il codice 321.2 nella classificazione Hornbostel-Sachs.

## Caratteristiche
I liuti a giogo sono definiti come strumenti a una o più corde, disposte parallelamente alla tavola sonora e fissate a un giogo che giace sullo stesso piano della tavola, composto da due bracci e da una traversa. La maggior parte degli strumenti della famiglia delle lire sono suonati pizzicando le corde, ma alcuni prevedono invece l'utilizzo di un arco.
La cassa armonica può essere sia a fondo tondo (321.21) che a fondo piatto (321.22). Nel caso a fondo tondo, questo è spesso un guscio di tartaruga, mentre la tavola armonica è fatta in pelle. Nel caso a fondo piatto invece, solitamente, sia il corpo che la tavola armonica sono fatti in legno.

## Esempi
Esempi di lire sono la lira, la cetra e la phorminx dell'Antica Grecia, il kinnor biblico, il niatiti africano.
Esistono invece altri strumenti chiamati lire che non appartengono però, dal punto di vista organologico, a questa famiglia, ma piuttosto a quella dei liuti a manico, come ad esempio: la lira bizantina, la lira calabrese, la lira cretese, la lira da braccio, la lira da gamba, la lyra viol.